# Kourwéogo
O Kourwéogo é uma província de Burkina Faso localizada na região de Plateau-Central. Sua capital é a cidade de Boussé.

## Departamentos

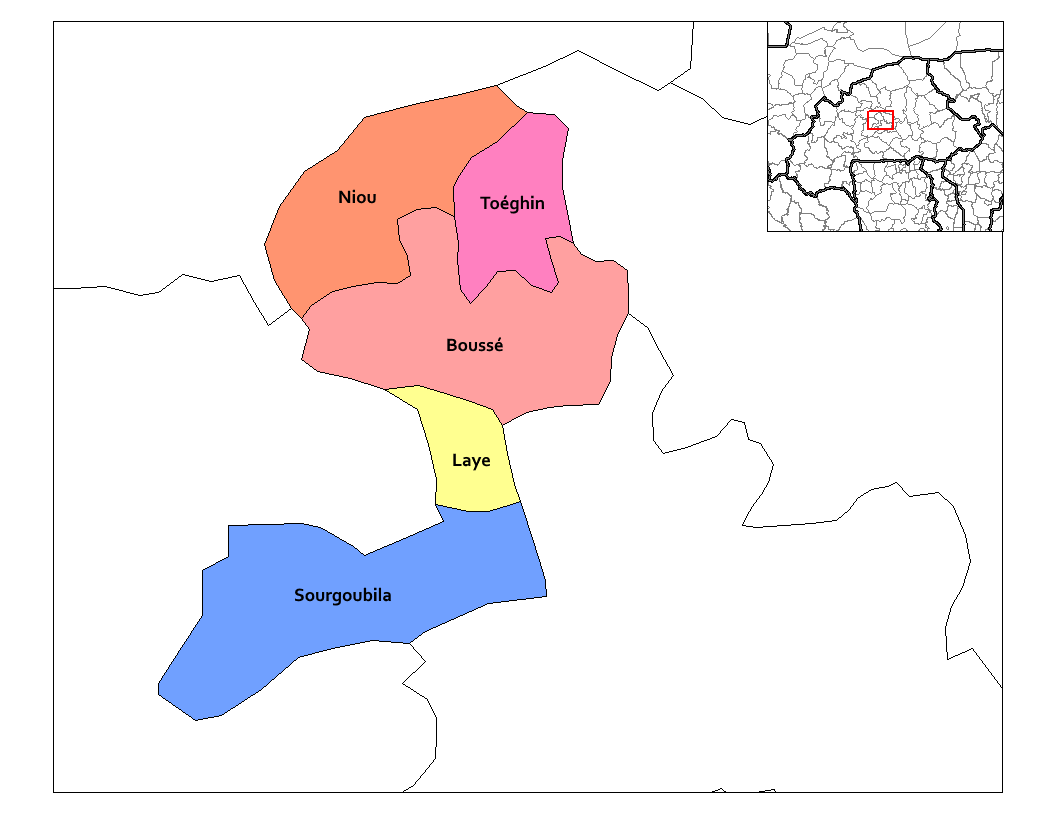
Localização dos diversos departamentos da província do Kourwéogo, Burkina Faso

A província do Kourwéogo está dividida em cinco departamentos:
- Boussé
- Laye
- Niou
- Sourgoubila
- Toéghin